# اچ‌ام‌اس لیلی (۱۸۷۴)
اچ‌ام‌اس لیلی (۱۸۷۴) (به انگلیسی: HMS Lily (1874)) یک کشتی بود که طول آن ۱۵۰ فوت ۲ اینچ (۴۵٫۸ متر) بود. این کشتی در سال ۱۸۷۴ ساخته شد.